# Хабитуалис
В лингвистике хабитуа́лис, или хабитуальный аспект, — это набор грамматических или лексических значений, выражающих регулярное повторение действия или привычность, традиционность состояния. Хабитуальный аспект можно считать частным случаем имперфектива, и тогда он противопоставляется второй разновидности имперфектива — дуративу. 
Согласно исследованию Эстена Даля специальная грамматическая форма хабитуалиса отмечается в английском, грузинском, шведском, бенгальском и целом ряде других языков.

## Хабитуальное значение
Согласно наиболее распространённому подходу к анализу категории вида имперфективный аспект делится на два основных типа: хабитуальный и дуративный. Хабитуальные формы описывают ситуацию, происходящую в течение продолжительного периода времени, так что она сама становится характеристикой этого периода. 
Определения хабитуалиса и его места в классификации глагольных аспектов немного различаются в разных работах. По классификации В. А. Плунгяна, хабитуальный аспект — это частный случай итератива: «регулярно повторяющиеся ситуации, «привычные» действия, становящиеся характеристиками свойств субъекта»; при этом он отмечает, что хабитуалис занимает особое место среди итеративных значений. В работах Бернарда Комри и Эстена Даля хабитуалис определяется как самостоятельный аспект, не связанный с итеративностью, но иногда совпадающий с итеративным аспектом из-за семантических свойств конкретного глагола. В некоторых случаях речь идёт о ситуации, которая может быть растянута на неопределённый промежуток времени (например, глаголы состояния). Пример из английского языка: 
| The     | temple | of    | Diana    | used to  | stand      | at | Ephesus. |
| ART.DEF | храм   | POSS  | Диана    | HAB.PAST | стоять-INF | в  | Эфес     |
| Храм    | Дианы  | стоял | (раньше) | в Эфесе. |            |    |          |
(Comrie 1976: 27)
При описании других ситуаций, которые не могут быть растянуты на длительный промежуток времени, хабитуалис схож с итеративом:
| The       | professor   | used to  | arrive        | late.  |
| ART.DEF   | профессор   | HAB.PAST | приезжать-INF | поздно |
| Профессор | (постоянно) | приезжал | поздно        |        |
(Comrie 1976: 28)
В пользу того, что хабитуалис — отдельный аспект, не связанный с итеративом, свидетельствует то, что в языках хабитуалис часто выражается самостоятельной формой, не совпадающей с формами других аспектов. Та же точка зрения представлена в «Курсе общей морфологии» И. А. Мельчука, где итератив описывается как одна из категорий аспекта II, то есть указывает на распределение события во времени, а хабитуалис — как категория аспекта III, то есть он характеризует временну́ю протяжённость события.

## Классификация хабитуалиса по времени действия
Эстен Даль в своей работе выделяет несколько видов хабитуалиса, встречающихся в языках мира, на основании того, когда происходит описываемая ситуация: в настоящее время, всегда или в прошлом.

### Простой хабитуалис
Описываемая ситуация происходит достаточно часто или регулярно:
| Он | по-пис-ывает           | статьи        | в | журналы.      |
| Он | HAB-писать-PRS.HAB.3SG | статья-ACC.PL | в | журнал-ACC.PL |
Такой хабитуалис встречается достаточно редко и выражается чаще всего лексическими, а не грамматическими средствами. В английском языке такое значение — одно из основных значений простого настоящего времени (Present Simple). В афроамериканском английском для выражения простого хабитуалиса используется глагол "be" (быть) в форме инфинитива:
| He | be    | working       | Tuesdays.  |               |
| Он | HAB   | работать-PTCP | вторник-PL |               |
| Он | часто | или обычно    | работает   | по вторникам. |

### Генерический хабитуалис
Генерический хабитуалис отличается от простого хабитуалиса тем, что используется в генерических высказываниях, описывающих вневременные свойства или состояния, присущие субъекту.
(What do cats do?)

| They | meow.       |
| Они  | мяукать-PRS |
(Что делают кошки?)
| Они | мяукают. |
(Dahl 1985: 99)

### Хабитуалис прошедшего времени
Этот вид хабитуалиса самый распространённый, и он изучался больше остальных. Он включает в себя значение простого или генерического хабитуалиса, отнесённого к ситуации, происходившей в прошлом и не имеющей места на настоящий момент. Классический пример хабитуалиса прошедшего времени — конструкция used to + INF в английском языке.

## Классификация хабитуалиса по качеству действия
Можно выделить и более узкие разновидности хабитуалиса на основании качества действия. В. А. Плунгян приводит в качестве примера селькупский язык, где выделяются три подвида хабитуалиса, каждый из которых имеет свой грамматический показатель:
• узитатив — субъект имеет обыкновение делать что-либо;
• квалитатив — субъект характеризуется тем, что постоянно делает что-либо;
• капацитив — субъект умеет делать что-либо и постоянно этим занимается.

## Средства выражения хабитуалиса
В большинстве языков хабитуалис — необязательная категория. Чаще всего она выражается либо чисто лексически (например, временными наречиями со значениями «обычно», «каждый раз», «регулярно» и т.п.), либо лексико-синтаксически (например, конструкция used to + INF в английском языке). В некоторых языках, однако, есть и морфологические показатели хабитуалиса.

### Морфологические
Данный тип выражения хабитуалиса отмечается в гренландском языке, языках волоф, кхму, акан. Ниже приведён пример из гренландского языка:
| kaffimik   | tor-tar-poq |
| кофе-INSTR | пить-HAB-3P |
| Она обычно | пьёт кофе.  |
В бенгальском языке существует отдельная глагольная форма, называемая прошедшим хабитуальным, для выражения хабитуалиса прошедшего времени:
| ami    | jan-tam           |
| я-NOM  | знать-HABPAST.1SG |
| Я знал | (раньше).         |

### Лексическо-синтаксические
Лексико-синтаксический способ выражения хабитуалиса характерен, например, для германских языков: английского, норвежского, немецкого.
Пример из норвежского языка:
| Jeg | pleide  | å spille   | piano.      |        |                |
| Я   | HAB-PST | играть-INF | фортепиано. |        |                |
| Я   | раньше  | имел       | обыкновение | играть | на фортепиано. |
В английском языке хабитуалис прошедшего времени может выражаться не только конструкцией used to, но и вспомогательным глаголом would:

| We | would  | go     | there  | every day.  |
| Мы | HAB    | ходить | туда   | каждый день |
| Мы | ходили | туда   | каждый | день.       |

## Хабитуалис в сочетании с другими аспектами
Хабитуалис может сочетается с другими аспектами: прогрессивным, перфективным, мультипликативным. В тех случаях, когда хабитуалис схож с итеративом, второй аспект описывает одно из тех событий, последовательность которых описывается хабитуальным аспектом. 
Пример из английского языка, хабитуалис прошедшего времени без сочетания с другими аспектами:
| When I visited John       | he | used to      | recite poems. |
| Когда я приходил к Джону, | он | читал стихи. |               |
Тот же пример, но хабитуалис сочетается с прогрессивом:
| When I visited John,                    | he | used to                         | be reciting poems. |
| В тот момент, когда я приходил к Джону, | он | бывал в процессе чтения стихов. |                    |
(Comrie 1976: 30)

Пример из русского языка, где сочетаются лексически выраженные хабитуалис и мультипликатив:
Прошлой зимой дети всё время кашляли.
(Плунгян 2003: 295)